# Hoplitis bilobulata
Hoplitis bilobulata är en biart som beskrevs av Wu 1992. Hoplitis bilobulata ingår i släktet gnagbin, och familjen buksamlarbin. Inga underarter finns listade i Catalogue of Life.